# Tour de Selangor
El Tour de Selangor és una competició ciclista per etapes que es disputa a Selangor (Malàisia) i forma part de l'UCI Àsia Tour. La primera edició es va fer el 2017.

## Palmarès
| Any  | Vencedor             | Segon                      | Tercer           |
| ---- | -------------------- | -------------------------- | ---------------- |
| 2017 | Muhamad Zawawi Azman | Nik Mohamad Azman Zulkifli | Ryohei Komori    |
| 2019 | Marcus Culey         | Loïc Desriac               | Shotaro Watanabe |